# Neferoe II
Neferoe II was een koningin van de 11e dynastie van Egypte. Zij regeerde tijdens het Middenrijk aan de zijde van koning (farao) Mentoehotep II ca. 2046 - 1995 v.Chr. Neferoe was een dochter van koningin Jaah, die ook moeder van de koning was. Haar vader is niet bekend, al was zij koninklijke dochter.
De vorige Egyptische koningin was mogelijk Henhenet. Opvolgster van Neferoe II als koningin was waarschijnlijk Kaoeit.
Haar graf met nummer TT319 bevindt zich naast de dodentempel van haar gemaal in Deir el-Bahri. In dit graf wordt zij als Oudste lijfelijke koningsdochter en Koninklijke vrouwe, geboren uit Jaah, aangeduid.

## Titels
Van Neferoe II zijn als koninginnentitels bekend:
- ‘‘Lid van de elite’‘ (iryt-p`t)
- ‘‘Zij die Horus en Seth ziet’‘ (m33t-hrw-stsh)
- ‘‘Vrouwe van het huis’‘ (nbt-pr)
- ‘‘Koninklijke vrouwe‘‘ (hmt-nisw)
- ‘‘Koninklijke vrouwe, zijn geliefde’‘  (hmt-nisw meryt.f)
- ‘‘Vrouwe van alle vrouwen’‘ (hnwt-hmwt-nbwt)
- ‘‘Koninklijke dochter’‘ (s3t-niswt)
- ‘‘Koninklijke dochter van zijn lichaam’‘ (s3t-niswt-nt-kht.f)
- ‘‘Koninklijke dochter, zijn geliefde’‘ (s3t-niswt-meryt.f)
- ‘‘Oudste koninklijke dochter van zijn lichaam’‘ (s3t-niswt-smswt-n-kht.f)
- ‘‘Pleegkind van Wadjet’‘ (sdjtit-w3djt)